# گلیسون سانتوس
گلیسون سانتوس بازیکن فوتبال اهل برزیل است 